# Azuré du seyal
Azanus ubaldus
Espèce
L’Azuré du seyal (Azanus ubaldus) est un insecte lépidoptère de la famille des Lycaenidae, de la sous-famille des Polyommatinae, du genre Azanus.

## Dénominations
Azanus ubaldus (Stoll, 1782)
Synonymes : Papilio ubaldus (Stoll, 1782) et Lycaena macalenga (Trimen, 1870)

### Noms vernaculaires
Il se nomme en anglais Bright Babul Blue ou Desert Babul Blue et en allemand Klein acaciablauwtje.

## Description
C'est un très petit papillon qui présente un dimorphisme sexuel : le dessus du mâle est bleuté, celui de la femelle est ocre, tous deux ornés uniquement de deux taches sub marginales noires aux ailes postérieures.
Le revers est gris beige très pâle à stries blanchâtres orné de lignes de très petits points noirs et de deux taches sub marginales noires aux ailes postérieures.

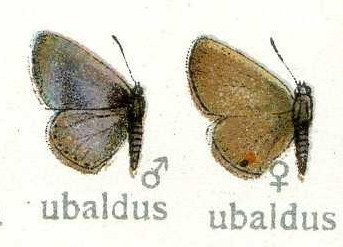
mâle et femelle

## Biologie

### Période de vol et hivernation
Les chenilles sont prises en charge par les fourmis (Camponestus et Prenolepsis).
Il est multivoltin et il n'y a pas de diapause signalée.

### Plantes hôtes
Ses plantes hôtes sont des acacias, Acacia karroo, Acacia seyal, Acacia raddiana, tous des acacias qui poussent dans des zones très arides.

## Écologie et distribution
Il est présent dans l'ile de Grande Canarie, en Afrique, au Moyen-Orient et dans le sud de l'Asie.

### Biotope
Il habite les zones sèches et très exposées au soleil.

### Protection
Pas de statut de protection particulier.